# Max Greger junior
Max Greger junior (* 10. Oktober 1951 in München) ist ein deutscher Pianist, Keyboarder, Komponist und Arrangeur im Bereich von Jazz, Easy Listening und Filmmusik.

## Leben
Max Greger jr., Sohn des Bandleaders Max Greger, hatte ab fünf Jahren Klavierunterricht. Nach dem Gymnasium studierte er an der Musikhochschule München Klavier bei Maria Landes-Hindemith, außerdem Tonsatz und Kontrapunkt. Daneben arbeitete er als Studiomusiker und war als Organist Mitglied der Münchner Rockjazz-Band Hotline. 1968 versuchte er sich als Schlagersänger (Ruf mich an, wenn Du einsam bist, erschienen bei Telefunken); 1970 sprang er für einen erkrankten Pianisten der Bigband seines Vaters ein, war dann neun Jahre festes Mitglied in dem Orchester und wirkte bei zahlreichen Fernsehauftritten und Musikproduktionen mit.
1972 gründete er das Jazztrio Catch Up, dem außerdem Milan Pilar (Bass) und Charly Antolini (Schlagzeug) angehörten. Mit dem Trio begleitete er verschiedene Gesangssolisten; außerdem spielte er u. a. mit Benny Bailey, Jimmy Woode, Herb Geller, Günter Lenz, Ack van Rooyen, Bobby Burgess, Bobby Jones und Horst Jankowski. Mit George Greene gründete er Mitte der 1970er Jahre die Hotline Band mit Olaf Kübler und Lothar Meid. Er gehörte ferner den Charly Antolini’s Power Dozen und dem Orchester Werner Drexler an. Neben seiner Tätigkeit als Pianist, Komponist und Arrangeur leitet er mehrere Jazzformationen mit verschiedensten Stilrichtungen vom Blues, Swing, Mainstream Jazz bis hin zum Soul Jazz. Als Filmkomponist schrieb er Musik für die Fernsehserien Derrick (1984–1993) und Der Alte (1983–1985).

## Diskographische Hinweise
- Catch Up – Vol. 1 (1975)
- Thursday Night (Happy Records, 1980)
- Keyboard Affairs (Happy Records, 1982), mit Curt Cress, Charly Hörnemann
- Fantasy (EMI, 1983)
- Max Greger Jr. und sein Enzian Sextett – Auf Geht’s (Pilz, 1991)
- Max Greger Jr. & SWR Big Band – Songs For The World: SWR Big Band & Max Greger jr. spielt Ralph Siegel (Jupiter, 2000)
- Max Greger Jr. & Charly Augschöll: Max Meets Charly (2008)
- 3 Generationen Max Greger (Universal, 2009)